# Oključ
Koordinati:   43°41′48″N, 15°28′22″E
Oključ je nenaseljen otoček v Jadranskem morju. Pripada Hrvaški.
Oključ leži v Narodnem parku Kornati okoli 0,8 km južno od zahodnega dela Kurbe Vele, njegova površina meri 0,358 km², dolžina obalnega pasu je 3,8 km. Najvišji vrh je visok 68 mnm.